# Johnston County, North Carolina
Johnston County är ett administrativt område i delstaten delstaten North Carolina, USA, med 168 878 invånare. Den administrativa huvudorten (county seat) är Smithfield.

## Geografi
Enligt United States Census Bureau har countyt en total area på 2 062 km². 2 052 km² av den arean är land och 10 km² är vatten.

### Angränsande countyn
- Nash County - nord-nordost
- Wilson County - nordost
- Wayne County - sydost
- Sampson County - syd
- Harnett County - sydväst
- Wake County - nordväst

### Orter
- Archer Lodge
- Benson
- Clayton
- Four Oaks
- Kenly
- Micro
- Pine Level
- Princeton
- Selma
- Smithfield (huvudort)
- Wilson's Mills